# Lijst van rijksmonumenten in de Halvemaansteeg
Een overzicht van de 16 rijksmonumenten in de Halvemaansteeg in Amsterdam.
| Object | Oorspronkelijke functie? | Bouwjaar               | Architect | Locatie            | Coördinaten?                  | Nr.? | Afbeelding |
| --- | ------------------------ | ---------------------- | --------- | ------------------ | ----------------------------- | ---- | --- |
| Pand met ingezwenkte halsgevel                                                                                               | Woonhuis                 | 18e eeuw               |           | Halvemaansteeg 18  | 52° 21' 59" NB, 4° 53' 45" OL | 1427 | Meer afbeeldingen |
| Pand met ingezwenkte halsgevel                                                                                               | Woonhuis                 | 18e eeuw               |           | Halvemaansteeg 16  | 52° 21' 59" NB, 4° 53' 45" OL | 1428 | Meer afbeeldingen |
| Pand met halsgevel | Woonhuis                 | 1727                   |           | Halvemaansteeg 14  | 52° 21' 60" NB, 4° 53' 45" OL | 1429 | Meer afbeeldingen |
| Pand met gevel | Woonhuis                 | eerste helft 18e eeuw  |           | Halvemaansteeg 12  | 52° 21' 60" NB, 4° 53' 45" OL | 1430 | Meer afbeeldingen |
| Pand met halsgevel met palmet in de volutenafdekking                                                                         | Woonhuis                 | tweede kwart 18e eeuw  |           | Halvemaansteeg 10  | 52° 21' 60" NB, 4° 53' 45" OL | 1431 | Meer afbeeldingen |
| Pand met ingezwenkte halsgevel                                                                                               | Woonhuis                 | 1735                   |           | Halvemaansteeg 8   | 52° 22' 0" NB, 4° 53' 45" OL  | 1432 | Meer afbeeldingen |
| Pand met gevel onder rechte lijst                                                                                            | Woonhuis                 | eerste helft 19e eeuw  |           | Halvemaansteeg 6   | 52° 22' 0" NB, 4° 53' 45" OL  | 1433 | Meer afbeeldingen |
| Pand met halsgevel van het "type met doorboorde bloem"                                                                       | Woonhuis                 | eerste kwart 18e eeuw  |           | Halvemaansteeg 2   | 52° 22' 0" NB, 4° 53' 44" OL  | 1434 | Meer afbeeldingen |
| Zeer smal huis | Woonhuis                 |                        |           | Halvemaansteeg 21  | 52° 21' 59" NB, 4° 53' 45" OL | 1435 | Zeer smal huis |
| Pand met gevel onder rechte lijst                                                                                            | Woonhuis                 | eerste helft 19e eeuw  |           | Halvemaansteeg 19  | 52° 21' 59" NB, 4° 53' 45" OL | 1436 | Pand met gevel onder rechte lijst                                                                                            |
| Pand met gevel onder rechte lijst met consoles                                                                               | Gebouw                   | laatste kwart 18e eeuw |           | Halvemaansteeg 17  | 52° 21' 60" NB, 4° 53' 45" OL | 1437 | Pand met gevel onder rechte lijst met consoles                                                                               |
| Pand met ingezwenkte halsgevel                                                                                               | Woonhuis                 | derde kwart 18e eeuw   |           | Halvemaansteeg 11  | 52° 21' 60" NB, 4° 53' 45" OL | 1438 | Pand met ingezwenkte halsgevel                                                                                               |
| Pand met gevel onder rechte lijst met consoles                                                                               | Woonhuis                 | laatste kwart 18e eeuw |           | Halvemaansteeg 9   | 52° 21' 60" NB, 4° 53' 45" OL | 1439 | Pand met gevel onder rechte lijst met consoles                                                                               |
| Pand met gevel onder rechte lijst met gepleisterde lijsten in het gevelvlak en drie rondboogvensters op de eerste verdieping | Gebouw                   | derde kwart 19e eeuw   |           | Halvemaansteeg 7   | 52° 22' 0" NB, 4° 53' 46" OL  | 1440 | Pand met gevel onder rechte lijst met gepleisterde lijsten in het gevelvlak en drie rondboogvensters op de eerste verdieping |
| Twee huizen met tweelingtrapgevel van het 'type met grote blokken'                                                           | Gebouw                   | tweede kwart 17e eeuw  |           | Halvemaansteeg 3   | 52° 22' 0" NB, 4° 53' 45" OL  | 1441 | Twee huizen met tweelingtrapgevel van het 'type met grote blokken'                                                           |
| Huis achter gezamenlijke gevel met het nr 49                                                                                 | Woonhuis                 | derde kwart 18e eeuw   |           | Halvemaansteeg 10A | 52° 21' 59" NB, 4° 53' 44" OL | 4824 | Upload foto |